# 乔氏蚁蛛
乔氏蚁蛛（学名：Myrmarachne joblotii）为跳蛛科蚁蛛属的动物。分布于日本、朝鲜、独联体、保加利亚、芬兰以及中国大陆的吉林、北京、山东、安徽、浙江、湖北、湖南、广东、四川等地。